# X symfonia Schuberta
X symfonia D-dur (D 936) – niedokończona symfonia autorstwa Franza Schuberta, napisana w ostatnich tygodniach życia kompozytora. Zachowała się jedynie w szkicu fortepianowym.

## Opis
Szkice zostały napisane na dwóch pięcioliniach, z wiodącym głosem i harmoniami od pełnych do częściowo wskazanych. Rękopis zawiera około 30 podpowiedzi dotyczących instrumentacji, potwierdzających, że zamierzona orkiestra była podobnej wielkości jak w ósmej i dziewiątej symfonii, z triem puzonów.
Rękopis zawiera szkice trzech części, z których każda ma inną sygnaturę czasową. Uczeni zgadzają się, że druga część jest praktycznie ukończona, podczas gdy dwie zewnętrzne części są w mniej ukończonej formie.
10 symfonię Schuberta dokończyli i zorkiestrowali m.in. Brian Newbould i Pierre Bartholomée.

## Części utworu
- Allegro maestoso
- Andante
- Allegro moderato